# Chief Petty Officer
Ein Chief Petty Officer (CPO) ist ein Angehöriger der Dienstgradgruppe der Unteroffiziere mit Portepee in den Seestreitkräften englischsprachiger Länder, am bekanntesten der US Navy.
Am ehesten vergleichbar ist ein Chief Petty Officer mit einem Bootsmannsdienstgrad in der Deutschen Marine.

## Royal Navy
In der Royal Navy ist der Chief Petty Officer der zweithöchste Dienstgrad der Dienstgradgruppe der Unteroffiziere.

## United States Navy
Die Laufbahngruppe der CPO wird unterteilt in drei Dienstgrade, auch wenn es mehrere gesonderte Verwendungen gibt. Hierbei nimmt der Master Chief Petty Officer of the Navy (MCPON) eine Sonderstellung ein, da dieser Dienstgrad nur von einem einzigen aktiven Seemann geführt wird.
Im Gegensatz zur Laufbahngruppe der Petty Officer, in der Beförderungen aufgrund der Dienstzeit, Auswahltests und spezieller Weiterbildungen erfolgen, wird eine Beförderung zum CPO und damit in die höhere Laufbahngruppe vergeben, nachdem eine Kommission aus aktiven Senior und Master Chiefs eine positive Entscheidung darüber getroffen hat.
Die Beförderung in die CPO Ränge ist die bedeutendste in den Reihen der US-Navy-Unteroffiziere. Als Chief übernimmt der Soldat mehr administrative Aufgaben. Daneben spiegelt auch ihre Uniform die Veränderung wider, da sie nun die der Offiziere ist, jedoch mit anderen Abzeichen. Soldaten im Range eines der drei CPO Dienstgrade haben erhebliche Privilegien, wie beispielsweise separate Ess- und Schlafräume. Jedes Schiff einer entsprechenden Größe hat einen Raum, der nur für Chiefs reserviert ist – dies schließt selbst Offiziere aus – dieser wird im US Navy Jargon Chief’s Mess (ähnlich der Offiziermesse) genannt.

### Verwendungsbezeichnungen
Chief Petty Officers sind zum einen Verantwortliche und zum anderen Technikspezialisten, wobei sich mit dem Aufstieg in die höhere Laufbahn die Gewichtung mehr auf die Führung Untergebener verlagert.
Wie die Petty Officer hat jeder CPO einen Rang (rate) und eine Verwendungsbezeichnung (rating), ähnlich dem MOS in den anderen Teilstreitkräften. Die volle Dienstbezeichnung eines CPO setzt sich daher aus diesen beiden Titeln zusammen. Ein Senior Chief Petty Officer (SCPO) dessen Verwendungsbezeichnung „Machinist’s Mate“ ist, wird korrekt „Senior Chief Machinist’s Mate“ genannt.
Jede Verwendungsbezeichnung hat eine offizielle Abkürzung, beispielsweise MM für Machinist’s Mate, BM für Boatswain’s Mate oder QM für Quartermaster. Wenn diese Abkürzung mit dem Rang kombiniert wird, wird eine Abkürzung für den speziellen CPO geschaffen, z. B. BMC für Chief Boatswain’s Mate. Üblicherweise wird ein CPO dann mit diesem Kürzel behandelt, im Schriftverkehr, sowie bei Namensaufdrucken.
Von Untergebenen wie Vorgesetzten gleichermaßen werden CPO im normalen Dienstgebrauch jedoch mit „Chief“, „Senior Chief“, „Senior“ oder „Master Chief“ angesprochen, niemals aber mit „Mr.“ oder „Sir“.
Bei den Stoffvarianten der Ränge auf dem Oberärmel ist in der Mitte das Symbol für die Verwendungsbezeichnung zu finden. Diese Stoffabzeichen werden nur an der Dress Blue Uniform getragen, an allen anderen Uniformen wird ein Metallabzeichen (Anker mit USN Aufschrift und Sternen) getragen.
Zusammenfassend werden Offiziere und Chiefs informell als khakis bezeichnet, dies bezieht sich auf die Farbe ihrer meist verwendeten Schiffsdienstuniformen und steht im direkten Gegensatz zu den Dienstgraden E-6 und darunter (Petty Officer), die als blueshirts bezeichnet werden.

### Service Stripes
Die Unteroffiziere der US Navy tragen sogenannte Service Stripes am linken Ärmel ihrer A-Klasse Uniform (nicht an der täglichen Dienstuniform). Jeder dieser roten Querbalken steht für 4 Jahre Dienstzeit. Es gibt auch eine goldene Ausführung, die von Unteroffizieren getragen wird, die mindestens 12 Jahre im Dienst und dabei frei von Disziplinarmaßnahmen sind.

### Command Master Chiefs

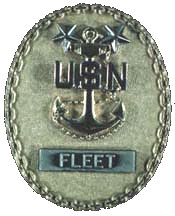
Tätigkeitsabzeichen eines Fleet Master Chiefs

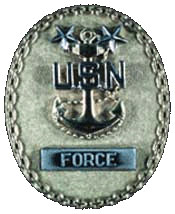
Force Master Chiefs

Master Chief Petty Officer (MCPO) sind Experten auf ihrem Spezialgebiet. Daher sind sie meist in großen Flottenverbänden und in Stäben eingesetzt. Viele Master Chiefs entscheiden sich für das Command Master Chief Programm. Wenn sie dafür ausgewählt werden, bekommen sie eine spezielle Ausbildung in Menschenführung.
In großen Kommandos (beispielsweise auf einem Schiff oder auf einem großen Stützpunkt), in denen mehrere MCPO dienen, wird der Command Master Chief (CMDCM) (in einer Flotte Fleet Master Chief), direkt dem Commanding Officer (CO) unterstellt und bildet die primäre Verbindung zwischen den Unteroffizieren und den Offizieren. Meist ist dies der dienstälteste Master Chief. Er ist verantwortlich für die Bedürfnisse, die Disziplin, die Ausbildung und die Moral.
Auf kleineren Schiffen kann diese Position auch von einem Senior Chief ausgefüllt werden, wobei der Posten des dienstältesten Petty Officer auf einem U-Boot Chief of the Boat (COB) genannt wird. Command Master Chiefs tragen als Abzeichen das eines Master Chiefs mit dem Unterschied, dass in der Mitte der Winkel ein Stern zu finden ist. Ein Fleet Master Chief trägt das gleiche Abzeichen, jedoch mit goldenen Sternen.

## Abbildungen der Dienstgradabzeichen
| Chief Petty Officer der United States Navy         | Chief Petty Officer der United States Navy         | Chief Petty Officer der United States Navy |
| Master Chief Petty Officer of the Navy MCPON       | Fleet/Force Master Chief Petty Officer FLTCM/FORCM | Command Master Chief Petty Officer CMDCM   |
| E-9                                                | E-9                                                | E-9                                        |
| -------------------------------------------------- | -------------------------------------------------- | ------------------------------------------ |
|                                                    |                                                    |                                            |
| Master Chief Petty Officer (Boatswain’s Mate) MCPO | Senior Chief Petty Officer (Boatswain’s Mate) SCPO | Chief Petty Officer (Boatswain’s Mate) CPO |
| E-9                                                | E-8                                                | E-7                                        |
|                                                    |                                                    |                                            |